# Dragsholm Kommune
| Strukturdaten       | Strukturdaten        |
| ------------------- | -------------------- |
| Sitz der Verwaltung | Fårevejle Stationsby |
| Fläche              | 152,47 km²           |
| Einwohner           | 13.695 (2004)        |
| Kommune ab 2007     | Odsherred Kommune    |
| Website             | dragsholm.dk         |

Dragsholm Kommune war bis Dezember 2006 eine dänische Kommune im damaligen Vestsjællands Amt im Nordwesten der dänischen Hauptinsel Seeland. Seit Januar 2007 ist sie zusammen mit den ehemaligen Kommunen Trundholm und Nykøbing-Rørvig Teil der neugebildeten Odsherred Kommune.